# Lengwil
Lengwil (toponimo tedesco) è un comune svizzero di 1 682 abitanti del Canton Turgovia, nel distretto di Kreuzlingen.

## Storia
Il comune di Lengwil è stato istituito nel 1998 con l'aggregazione di comuni soppressi di Illighausen (tranne la frazione di Ast, assegnata a Berg) e Oberhofen bei Kreuzlingen. Fino ad allora Lengwil era stata una frazione di Oberhofen bei Kreuzlingen.

## Società

### Evoluzione demografica
L'evoluzione demografica è riportata nella seguente tabella:
Abitanti censiti

## Infrastrutture e trasporti
È servito dall'omonima stazione sulla ferrovia Mittelthurgaubahn.